# Anolis propinquus
Anolis propinquus — вид ящірок родини Dactyloidae. 

## Поширення
Цей вид є ендеміком Колумбії. Зустрічається лише у департаменті Вальє-дель-Каука.